# Cyclotelus brazilianus
Cyclotelus brazilianus är en tvåvingeart som först beskrevs av Cole 1960.  Cyclotelus brazilianus ingår i släktet Cyclotelus och familjen stilettflugor. Inga underarter finns listade i Catalogue of Life.